# Czochanie-Góra
Czochanie-Góra – wieś w Polsce położona w województwie podlaskim, w powiecie zambrowskim, w gminie Rutki.
Wierni kościoła rzymskokatolickiego należą do parafii Matki Boskiej Szkaplerznej w Starych Wnorach.

## Historia
Wieś szlachecka położona była w drugiej połowie XVI wieku w powiecie zambrowskim ziemi łomżyńskiej. W latach 1921–1939 wieś leżała w województwie białostockim, w powiecie łomżyńskim, w gminie Chlebiotki a następnie w gminie Rutki.
Według Powszechnego Spisu Ludności z 1921 roku wieś zamieszkiwało 130 osób, 129 było wyznania rzymskokatolickiego a 1 prawosławnego. Jednocześnie 129 mieszkańców zadeklarowało polską przynależność narodową a 1 inną. Było tu 17 budynków mieszkalnych. Miejscowość należała do parafii rzymskokatolickiej w Rutkach. Podlegała pod Sąd Grodzki i Okręgowy w Łomży; właściwy urząd pocztowy mieścił się w m. Rutki-Kosaki.
W wyniku napaści ZSRR na Polskę we wrześniu 1939 miejscowość znalazła się pod okupacją sowiecką. Od czerwca 1941 roku pod okupacją niemiecką. Od 22 lipca 1941 r.  do wyzwolenia włączona w skład okręgu białostockiego III Rzeszy.
W latach 1975–1998 miejscowość administracyjnie należała do województwa łomżyńskiego.

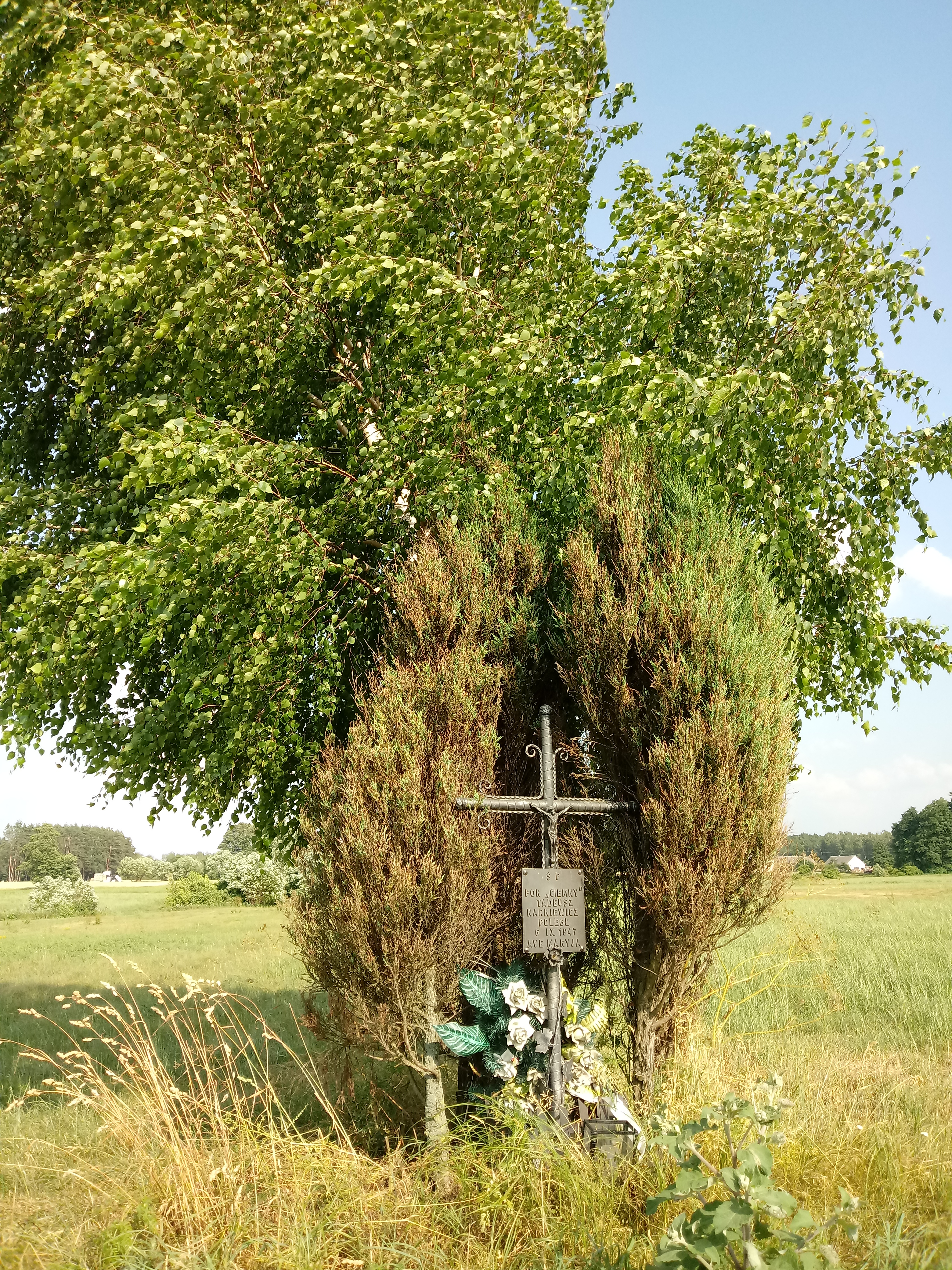
Krzyż pamiątkowy w miejscu śmierci por. Tadeusza Narkiewicza ps. “Ciemny” - poległ 6 września 1947 r.